# Scleropodium julaceum
Scleropodium julaceum là một loài rêu trong họ Brachytheciaceae. Loài này được E. Lawton mô tả khoa học đầu tiên năm 1967.